# Little Tokyo/Arts District (Metro de Los Ángeles)
Little Tokyo/Arts District es una estación en la línea E y A del Metro de Los Ángeles y es administrada por la Autoridad de Transporte Metropolitano del Condado de Los Ángeles. La estación se encuentra localizada en Little Tokyo y el Distrito de Arte en el Centro de Los Ángeles, California entre la calle Primera y la Calle Alameda. La estación Little Tokyo/Arts District fue inaugurada en 2009 como parte de la extensión a Eastside de la línea Oro. Fuen reconstrida por el proyecto Conector Regional en 2023. Es subterránea. 

## Conexiones de autobuses
| Clase  | Ruta | Terminal Oeste/Sur                                                                                              | Terminal Este/Norte                                                                                     |
| ------ | ---- | --- | --- |
| Local  | 30   | Mid-City Pico-Rimpau Transit Center via Pico Boulevard                                                          | Little Tokyo/Arts District terminal este (línea corta) East Los Angeles Estación Indiana vía 1st Street |
| Local  | 40   | Redondo Beach South Bay Galleria vía Hawthorne Boulevard, Crenshaw Boulevard y Martin Luther King Jr. Boulevard | Union Station                                                                                           |
| Local  | 42   | LAX City Bus Center vía La Tijera Boulevard, Stocker Street y Martin Luther King Jr. Boulevard                  | Union Station                                                                                           |
| Rápido | 730  | Mid-City Pico-Rimpau Transit Center vía Pico Boulevard                                                          | Little Tokyo/Arts District terminal este                                                                |

La estación también es servida por varios buses LADOT DASH.